# El Raurell (Tavèrnoles)
El Raurell és una masia de Tavèrnoles (Osona) inclosa a l'Inventari del Patrimoni Arquitectònic de Catalunya.

## Descripció
Edifici civil.
Masia formada per dos cossos rectangulars units perpendicularment, els quals són coberts de manera diversa, com es pot observar al plànol adjunt. El portal principal se situa en cos més avançat a la part de migdia amb un portal rectangular i diverses finestres al primer i segons pis, algunes de les quals estan datades. A la part esquerra hi ha el cos més reculat, on s'obren uns porxos de dos pisos sostinguts per pilars rectangulars. Al mur Oest del cos més avançat hi ha poques finestres i un portal d'accés al primer pis, amb escala exterior. El sector nord té diverses finestres, algunes de les quals tenen pedres posa-torratxes i el mur és reforçat per quatre contraforts. Al sector Nord-oest s'hi adossa un cobert. A llevant hi ha tres contraforts més. És construïda amb maçoneria i ciment.

## Història
Antiga masia registrada al fogatge de la parròquia i terme de Savassona de l'any 1553. aleshores habitava el mas un tal LORENS ROURELL.
A la part de migdia hi ha dues llindes datades amb les dates següents: 1784 i 1752.